# Stefan Bolland

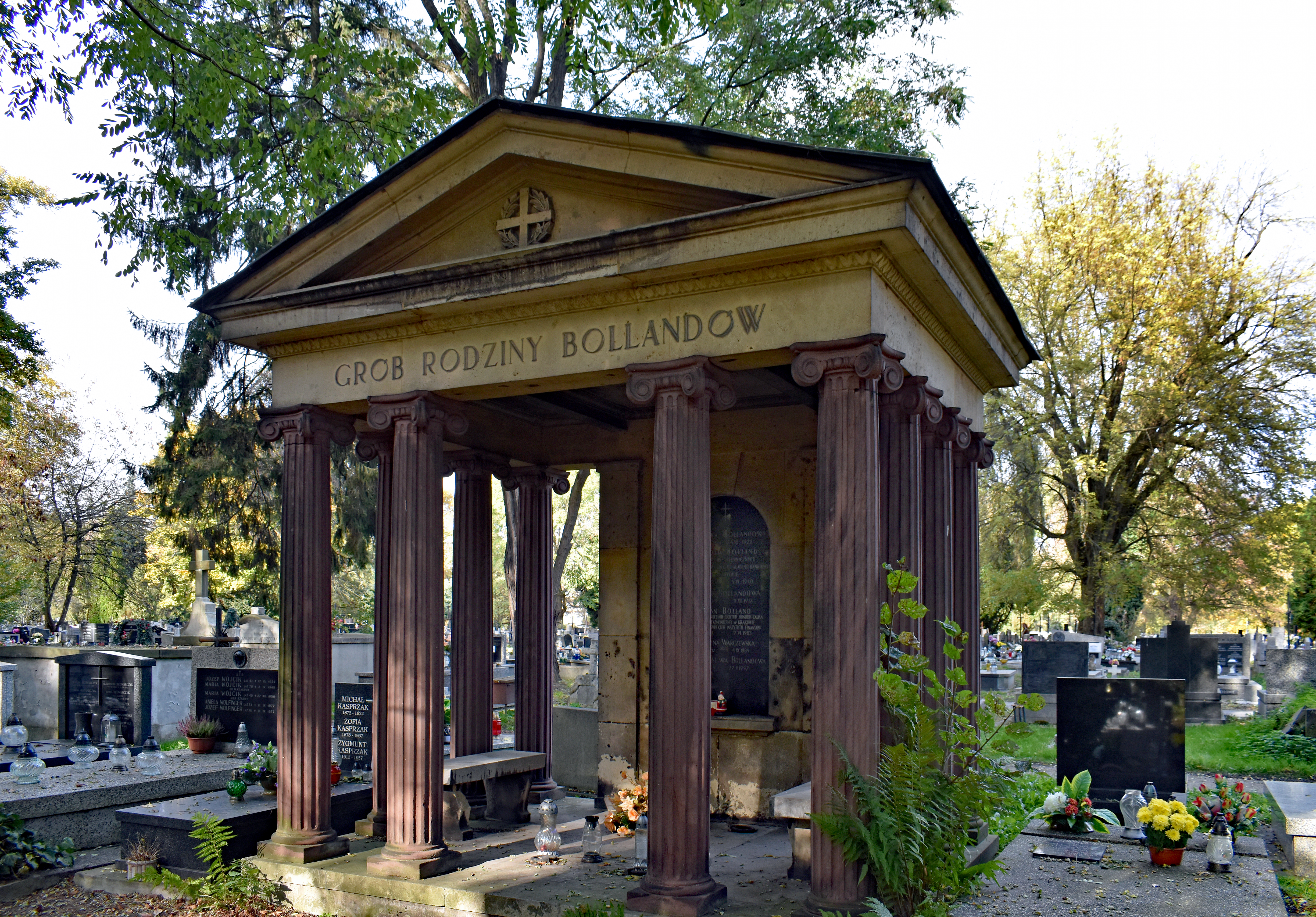
Grób Stefana Bollanda na cmentarzu Rakowickim

Stefan Maksymilian Bolland (ur. 29 stycznia 1910 w Krakowie, zm. 9 lipca 1983 tamże) – polski prawnik i ekonomista w latach 1956–1962 rektor Wyższej Szkoły Ekonomicznej w Krakowie.

## Życiorys
Był synem profesora Arnolda Bollanda. Absolwent Wyższego Studium Handlowego w Krakowie (1931) i Wydziału Prawa Uniwersytetu Jagiellońskiego (1932). Doktorat w zakresie prawa uzyskał na UJ w 1934, a tytuł profesora otrzymał w 1950 roku. 
W latach 1931–1976 związany z dzisiejszym Uniwersytetem Ekonomicznym w Krakowie. Brał udział w tajnym nauczaniu Akademii Handlowej podczas okupacji.
Kierownik Zakładu Skarbowości (1947–1949), kierownik Katedry Finansów (1950–1969), dyrektor Instytutu Finansów (1969–1972), kierownik Zakładu Ogólnej Teorii Finansów Instytutu Finansów (1969–), dziekan Wydziału Przemysłu (1950–1952), kierownik Studium Zaocznego (1953–1956), rektor Wyższej Szkoły Ekonomicznej w Krakowie (1956–1962). 
Spoczywa w grobowcu rodzinnym Bollandów na cmentarzu Rakowickim w Krakowie (kwatera PAS 77-płd-po prawej Kasprzaka).

## Ordery i odznaczenia
- Order Sztandaru Pracy II klasy (21 lipca 1971)[3]
- Złoty Krzyż Zasługi (13 lipca 1955)[4]
- Medal 10-lecia Polski Ludowej (15 stycznia 1955)[5]